# آکلیدینیوم برومید
آکلیدینیوم برومید (انگلیسی: Aclidinium bromide) یک آنتاگونیست موسکارینی استنشاقی طولانی‌اثر (LAMA) است که در ۲۴ ژوئیه ۲۰۱۲ در ایالات متحده آمریکا به‌عنوان درمان نگهدارنده برای بیماری انسدادی مزمن ریوی (COPD) تأیید شد.
شواهد نشان می‌دهد که می‌تواند کیفیت زندگی را بهبود بخشد و از بستری شدن در بیمارستان در مبتلایان به COPD جلوگیری کند. با این حال، به نظر نمی‌رسد که بر خطر مرگ یا دفعات مورد نیاز استروئیدها تأثیر بگذارد. مشخص نیست که آیا این دارو با داروهای مشابه تیوتروپیوم یا سایر داروهای رایج مورد استفاده در کلاس LAMA تفاوت دارد یا خیر.
آکلیدینیوم از راه یک استنشاق کننده پودر خشک چند دوز، استنشاقی Genuair تحویل داده می‌شود. این دارو در فهرست داروهای ضروری سازمان بهداشت جهانی قرار دارد.

## اثرات نامطلوب
این ماده به‌طور کلی به خوبی تحمل می‌شود. عوارض جانبی شایع (در بیش از ۱ درصد بیماران) سینوزیت، نازوفارنژیت، سردرد، سرفه، اسهال و حالت تهوع است. مورد دوم تحت دارو کمتر از دارونما است. واکنش‌های پوستی مانند بثورات، و همچنین عوارض جانبی معمول آنتاگونیست‌های موسکارینی (ضربان قلب سریع، تپش قلب، و احتباس ادرار) در کمتر از ۱٪ از بیماران رخ می‌دهد.
اافزایش اندک خطر قلبی عروقی را نمی‌توان از داده‌های موجود مستثنی کرد. بیماران مبتلا به بیماری‌های قلبی عروقی مرتبط از مطالعه حذف شدند.

## تداخلات
هیچ مطالعه متقابل سیستماتیک انجام نشده‌است. انتظار می‌رود که اثرات نامطلوب آکلیدینیوم در صورت ترکیب با سایر آنتاگونیست‌های موسکارینی افزایش یابد. در عمل بالینی، هیچ تداخلی با سایر داروهای COPD مانند گلوکوکورتیکوئیدها، آگونیست‌های β۲ آدرنرژیک و تئوفیلین شرح داده نشده‌است. از آنجایی که آکلیدینیوم به‌طور مرتبط با آنزیم‌های کبدی سیتوکروم P450 یا P-گلیکوپروتئین تعامل ندارد و به محض رسیدن به جریان خون به سرعت متابولیزه می‌شود، در نظر گرفته می‌شود که پتانسیل بسیار کمی برای تداخل و برهمکنش دارد.

## فارماکولوژی

### مکانیسم عمل
آکلیدینیوم یک آنتاگونیست طولانی اثر و برگشت‌پذیر در گیرنده‌های موسکارینی است، با میل ترکیبی مشابه با هر پنج زیرگروه، اما با نیمه عمر تفکیک از زیرگروه M3 ۲۹٫۲ ساعت یا شش برابر بیشتر از M2.
برای مقایسه، نیمه عمر تجزیه M3 داروهای مرتبط ایپراتروپیوم و تیوتروپیم به ترتیب ۰٫۴۷ ساعت و ۶۲٫۲ ساعت است.
عملکرد آن در زیرگروه M3 در عضله صاف برونشیول‌ها مسئول اثر مطلوب آن است: انقباض این ماهیچه‌ها را کاهش می‌دهد و جریان هوا را بهبود می‌بخشد. میل M2 دلیل اصلی اثرات نامطلوب در قلب است.

### فارماکوکینتیک
حدود ۳۰ درصد از آکلیدینیوم استنشاقی در ریه رسوب می‌کند. عمل آن در آنجا بیش از ۲۴ ساعت طول می‌شد. از ریه، به جریان خون جذب می‌شود و پس از پنج دقیقه در افراد سالم و پس از ۱۰ تا ۱۵ دقیقه در بیماران COPD به بالاترین غلظت پلاسمای خون می‌رسد. این ماده به سرعت به اسید کربوکسیلیک و الکل هیدرولیز می‌شود، به طوری که کمتر از ۵٪ از دوز استنشاقی بدون تغییر در پلاسما یافت می‌شود. هیدرولیز هم غیر آنزیمی و هم آنزیمی است، دومی عمدتاً توسط بوتیریل کولین استراز.
متابولیت اسید دارای اتصال پروتئین پلاسما ۸۷٪ و الکل ۱۵٪ است. این متابولیت‌ها تا ۶۵ درصد در ادرار و ۳۳ درصد در مدفوع یافت می‌شوند. نیمه عمر حذف دو تا سه ساعت است. آکلیدینیوم بدون تغییر تنها ۰٫۱ درصد از دوز دفع شده را تشکیل می‌دهد.